# Karel Novy
Karel Novy (Domažlice, República Checa, 12 de junio de 1980) es un nadador retirado suizo, nacido en la República Checa, especializado en pruebas de estilo libre. Fue medalla de bronce en 100 metros libres en los años 1999 y 2000.

## Palmarés internacional
| Campeonato Europeo de Natación en Piscina Corta | Campeonato Europeo de Natación en Piscina Corta | Campeonato Europeo de Natación en Piscina Corta | Campeonato Europeo de Natación en Piscina Corta |
| Año                                             | Lugar                                           | Medalla                                         | Prueba                                          |
| ----------------------------------------------- | ----------------------------------------------- | ----------------------------------------------- | ----------------------------------------------- |
| 1999                                            | Lisboa (Portugal)                               | Medalla de bronce                               | 100 m libre                                     |
| 2000                                            | Valencia (España)                               | Medalla de bronce                               | 100 m libres                                    |
| 2003                                            | Dublín (Irlanda)                                | Medalla de bronce                               | 4 × 50 m estilos                                |